# Großpferd
Großpferde sind Pferde mit einem Stockmaß von mehr als 148 Zentimeter. Damit sind Großpferde das, was im allgemeinen Sprachgebrauch als ein normales Pferd bezeichnet wird, nicht etwa besonders große Pferde.  
Der Begriff wurde mit dem Aufkommen von Ponys in den 1960er Jahren im Freizeitreiterbereich als Gegensatz zu Pony und Kleinpferd geprägt. Meistens ist mit dem Ausdruck Großpferd ein Warmblüter gemeint, er kann sich jedoch auch auf ein Kaltblut mit entsprechendem Stockmaß beziehen. Heute wird der Begriff auch im Zusammenhang mit Pferdehaftpflichtversicherungen, bei denen sich die Tarife nach Klein- und Großpferd unterscheiden, verwendet.